# Linea M2 (metropolitana di Varsavia)
La linea M2 è una linea della metropolitana di Varsavia, gestita da Metro Warszawskie che serve la città di Varsavia, in Polonia. La tratta principale è stata inaugurata l'8 marzo 2015, mentre le restanti sono in fase di progettazione. Un'ulteriore estensione è stata aggiunta tra settembre 2019 (estensione a Targówek)  e aprile 2020 (estensione a Wola), nonché a giugno (estensione a Bemowo) e settembre (tratto terminale di Bródno) 2022, mentre il completamento dell'intera linea è previsto per il 2025 (tratto terminale di Bemowo con deposito rotabili di Karolin).

## Stazioni
| Numero stazione | Nome stazione          | Data apertura     |
| --------------- | ---------------------- | ----------------- |
| C1              | Karolin                | 2025+             |
| C2              | Chrzanów               | 2025+             |
| C3              | Lazurowa               | 2025+             |
| C4              | Bemowo                 | 30 giugno 2022    |
| C5              | Ulrychów               | 30 giugno 2022    |
| C6              | Księcia Janusza        | 4 aprile 2020     |
| C7              | Młynów                 | 4 aprile 2020     |
| C8              | Płocka                 | 4 aprile 2020     |
| C9              | Rondo Daszyńskiego     | 8 marzo 2015      |
| C10             | Rondo ONZ              | 8 marzo 2015      |
| C11             | Świętokrzyska          | 8 marzo 2015      |
| C12             | Nowy Świat-Uniwersytet | 8 marzo 2015      |
| C13             | Centrum Nauki Kopernik | 8 marzo 2015      |
| C14             | Stadion Narodowy       | 8 marzo 2015      |
| C15             | Dworzec Wileński       | 8 marzo 2015      |
| C16             | Szwedzka               | 15 settembre 2019 |
| C17             | Targówek               | 15 settembre 2019 |
| C18             | Trocka                 | 15 settembre 2019 |
| C19             | Zacisze                | 28 settembre 2022 |
| C20             | Kondratowicza          | 28 settembre 2022 |
| C21             | Bródno                 | 28 settembre 2022 |